# Henrik Bexelius
Henrik Bexelius (i riksdagen kallad Bexelius i Mångbyn), född 26 augusti 1827 i Lövångers församling, Västerbottens län, död där 6 februari 1910, var en svensk mejerist och riksdagsman. Han var son till komminister Johan Bexelius och Carolina Ulrica Dyhr. Familjen tillhörde den norrbottniska släkten Bexelius.
Bexelius var föreståndare för Mångby mejeri i Västerbottens län. Han var ledamot av riksdagens andra kammare.
Han gifte sig 1854 med Klara Åman (1829–1881) samt var morfar till geologen Ivar Högbom och farfars far till teatermannen Björn Bexelius. Makarna Bexelius är begravda på Lövångers gamla kyrkogård.